# Club vacanze
Club vacanze è un film italiano del 1996 diretto da Alfonso Brescia, qui al suo ultimo film.

## Trama
Rosario Spatola è un imprenditore oberato dai debiti a causa della sua passione per le belle donne. Sua ultima conquista, la ballerina Maurizia. Per sfuggire ai debitori e rifarsi una nuova vita con bella Maurizia, decide di farsi prestare 2 miliardi da Don Carmine Cascarella.
Dovendo attendere qualche giorno prima della fuga, lascia la valigetta con i soldi in custodia nell’hotel di Ciriaco Maria Terlizzi. Il portiere dell’albergo Dottor Trabanti, origliato il contenuto della valigetta, decide di organizzare il grande colpo. Per farlo, assume nell’albergo, in mansioni inutili, persone utili al suo piano: l’elettricista Alvaro, il bombista Lucio, la judoka Caterina e il pilota Al Dareti.
La situazione si complica perché Don Cascarella, non fidandosi di Spatola, manda all’albergo due corpulenti sgherri Indice e Pollice, di grossa stazza.

## Distribuzione
Pur essendo stato pensato per il cinema, il film, ultimato nel 1995, non trovò acquirenti tra i distributori uscendo solamente nel 2005 in DVD per la Federal Video.